# Maryam bint Isa Al Khalifa
Maryam bint Isa Al Khalifa (...) è una sceicca bahreinita.

## Biografia
La sceicca Maryam presiede il Organising Committee for Bahrain International Garden Show e ha sposato lo sceicco Ali bin Abdullah Al Khalifa.

## Cariche
- Presidentessa dell'Organising Committee for Bahrain International Garden Show.[1]

## Discendenza
Maryam bint Isa Al Khalifa e Ali bin Abdullah Al Khalifa hanno a due figli e tre figlie.

## Titoli e trattamento
- ? - attuale: Sua Altezza, la sceicca Maryam bint Isa Al Khalifa

## Ascendenza
|                               |                               |                                           | Genitori                         |  |  | Nonni |  |  | Bisnonni                 |  |  | Trisnonni              |  |
|                               |                               |                                           |                                  |  |  |       |  |  | Hamad ibn Isa Al Khalifa |  |  | Isa ibn Ali Al Khalifa |  |
|                               |                               |                                           |                                  |  |  |       |  |  | Hamad ibn Isa Al Khalifa |  |  | Isa ibn Ali Al Khalifa |  |
|                               |                               | Haya bint Muhammad Al Khalifa             |                                  |  |  |       |  |  | Hamad ibn Isa Al Khalifa |  |  |                        |  |
| Salman ibn Hamad Al Khalifa   |                               |                                           |                                  |  |  |       |  |  | Hamad ibn Isa Al Khalifa |  |  |                        |  |
|                               |                               | Una figlia di Salman bin Duaij Al Khalifa | ...                              |  |  |       |  |  |                          |  |  |                        |  |
|                               |                               | Una figlia di Salman bin Duaij Al Khalifa | ...                              |  |  |       |  |  |                          |  |  |                        |  |
|                               |                               | Una figlia di Salman bin Duaij Al Khalifa | ...                              |  |  |       |  |  |                          |  |  |                        |  |
| Isa bin Salman Al Khalifa     |                               | Una figlia di Salman bin Duaij Al Khalifa |                                  |  |  |       |  |  |                          |  |  |                        |  |
|                               |                               | Hamad bin Abdullah Al Khalifa             | Abdullah Al Khalifa              |  |  |       |  |  |                          |  |  |                        |  |
|                               |                               | Hamad bin Abdullah Al Khalifa             | Abdullah Al Khalifa              |  |  |       |  |  |                          |  |  |                        |  |
|                               |                               | Hamad bin Abdullah Al Khalifa             | ...                              |  |  |       |  |  |                          |  |  |                        |  |
| Mouza bint Hamad Al Khalifa   |                               | Hamad bin Abdullah Al Khalifa             |                                  |  |  |       |  |  |                          |  |  |                        |  |
|                               |                               | ...                                       | ...                              |  |  |       |  |  |                          |  |  |                        |  |
|                               |                               | ...                                       | ...                              |  |  |       |  |  |                          |  |  |                        |  |
|                               |                               | ...                                       | ...                              |  |  |       |  |  |                          |  |  |                        |  |
| Maryam bint Isa Al Khalifa    |                               | ...                                       |                                  |  |  |       |  |  |                          |  |  |                        |  |
|                               | Ibrahim bin Khalid Al Khalifa | Khalid bin Ali Al Khalifa                 |                                  |  |  |       |  |  |                          |  |  |                        |  |
|                               | Ibrahim bin Khalid Al Khalifa | Khalid bin Ali Al Khalifa                 |                                  |  |  |       |  |  |                          |  |  |                        |  |
|                               | Ibrahim bin Khalid Al Khalifa | ...                                       |                                  |  |  |       |  |  |                          |  |  |                        |  |
| Salman bin Ibrahim Al Khalifa | Ibrahim bin Khalid Al Khalifa |                                           |                                  |  |  |       |  |  |                          |  |  |                        |  |
|                               |                               | Haya bint Salman Al Khalifa               | Salman bin Isa Al Khalifa Al Haj |  |  |       |  |  |                          |  |  |                        |  |
|                               |                               | Haya bint Salman Al Khalifa               | Salman bin Isa Al Khalifa Al Haj |  |  |       |  |  |                          |  |  |                        |  |
|                               |                               | Haya bint Salman Al Khalifa               | Aisha bint Ali Al Khalifa        |  |  |       |  |  |                          |  |  |                        |  |
| Hessa bint Salman Al Khalifa  |                               | Haya bint Salman Al Khalifa               |                                  |  |  |       |  |  |                          |  |  |                        |  |
|                               |                               | ...                                       | ...                              |  |  |       |  |  |                          |  |  |                        |  |
|                               |                               | ...                                       | ...                              |  |  |       |  |  |                          |  |  |                        |  |
|                               |                               | ...                                       | ...                              |  |  |       |  |  |                          |  |  |                        |  |
| ...                           |                               | ...                                       |                                  |  |  |       |  |  |                          |  |  |                        |  |
|                               |                               | ...                                       | ...                              |  |  |       |  |  |                          |  |  |                        |  |
|                               |                               | ...                                       | ...                              |  |  |       |  |  |                          |  |  |                        |  |
|                               |                               | ...                                       | ...                              |  |  |       |  |  |                          |  |  |                        |  |
|                               |                               | ...                                       |                                  |  |  |       |  |  |                          |  |  |                        |  |